# Letteratura martirologica
La letteratura martirologica è l'insieme delle opere letterarie scritte in onore dei martiri cristiani.

## Caratteri generali
La letteratura martirologica degli inizi comprendeva per lo più narrazioni in prosa molto semplici (Atti, Passioni, Leggende), che avevano soltanto lo scopo pratico di offrire ai cristiani modelli di uomini coraggiosi da imitare nei momenti di difficoltà ed erano incentrati per lo più sul momento del processo, quando il martire “testimoniava” la propria fede pur nella consapevolezza di andare incontro alla morte.
Il termine martire, infatti, deriva dal greco μάρτυς, "testimone", ed era quindi originariamente un termine giuridico: il martire era, dunque, un testimone straordinario, che sulle orme del martire per eccellenza, Gesù, metteva a rischio la vita pur di non rinnegare la propria fede. Per questo il momento principale delle opere martirologiche non è la tortura, bensì il processo, il momento della testimonianza.

## Genesi
Il fervore religioso che animava le folle che si riunivano presso le tombe dei martiri ha avuto riflessi anche in ambito letterario. A partire dal secolo II, ma soprattutto tra il secolo IV ed il V, dopo il periodo delle grandi persecuzioni, si è sviluppata una specifica letteratura religiosa con uno schema narrativo scandito dai momenti fondamentali del martirio: il processo, l'arresto, la prigionia, la tortura e infine l'esecuzione di cristiani. L'interesse per la biografia dei santi martiri coinvolgeva tanto le classi basse quanto quelle più alte: la nuova fede cristiana, infatti, permetteva alle élite colte di accettare per il loro valore spirituale racconti che normalmente esse avrebbero respinto.
Sulla genesi della letteratura martirologica sono state avanzate sostanzialmente due ipotesi: una pagana e una cristiana.
Stando all'ipotesi pagana, gli acta martyrum dipenderebbero essenzialmente da due modelli: gli acta martyrum paganorum, definizione con cui i sostenitori dell'ipotesi pagana indicano dei frammenti di papiro trovati in Egitto, che testimoniano i processi subiti da alcuni alessandrini durante il regime romano; e gli exitus virorum illustrium (che probabilmente circolavano nel secolo I), descrizioni della morte violenta di personaggi eminenti per mano di imperatori dispotici. La circolazione degli acta martyrum paganorum doveva essere molto limitata e sarebbe una forzatura pensare che sia arrivata ai redattori cristiani. Riguardo agli exitus virorum illustrium, invece, abbiamo testimonianza della loro diffusione nelle Epistulae di Plinio il Giovane (VIII 12, 4-5), che però ne parla come di laudationes funebres e non come di narrazioni incentrate sugli ultimi momenti di vita delle vittime di tiranni. Nulla avrebbero a che vedere, quindi, con gli acta.
L'ipotesi cristiana, invece, sostiene una lettura degli acta martyrum come continuazione del Nuovo Testamento. Come gli Atti degli Apostoli conservano il racconto dei primi martiri e soprattutto le parole che lo Spirito Santo ispirò loro, così anche la memoria delle gesta dei martiri successivi e delle rivelazioni che lo Spirito aveva fatto attraverso le loro labbra andava conservata e tramandata. Tale compito sarebbe stato affidato agli acta martyrum. Tuttavia non ci sono fonti che autorizzino a pensare che alcuni cristiani accorressero ai tribunali per raccogliere le ultime parole dei martiri come rivelazione divina, né possiamo presupporre una consapevole volontà dei redattori degli acta di mettersi in posizione di continuità rispetto ai redattori del Nuovo Testamento. Gli acta, inoltre, limitano la narrazione agli ultimi momenti di vita del martire, mentre degli apostoli vengono raccontati anche il momento della vocazione, la predicazione e i miracoli compiuti. Infine, supponendo che gli acta autentici – vale a dire quelli composti tra la fine del II e il IV secolo – avessero lo statuto di testi sacri, sarebbe sorprendente il fatto che ci siano arrivati in numero così ridotto.

## Generi letterari
La letteratura martirologica assunse fin dalle origini varie forme: la narrazione poteva prendere la forma di lettere inviate da una comunità all'altra, quella di un dialogo o quella di un vero e proprio racconto.

### Acta
In senso stretto il termine acta indica le relazioni ufficiali degli amanuensi dei tribunali di corte ove si svolgevano i processi contro i cristiani. Il titolo però è stato poi esteso ad un genere narrativo incentrato sul processo e sulla morte dei martiri, che probabilmente traeva spunto dagli atti veri e propri. Al di là delle possibili variazioni, lo schema della narrazione e gli atteggiamenti mentali dei protagonisti erano sempre gli stessi, al punto da risultare monotoni.  Oltre al racconto dell'udienza davanti al giudice, essi potevano contenere particolari relativi all'arresto, alla detenzione e all'esecuzione dei condannati. L'interrogatorio del magistrato consentiva di inserire nozioni di dottrina cristiana attraverso le risposte edificanti del martire.
Trattandosi di opere destinate ai fedeli, i primi acta non erano elaborati dal punto di vista stilistico. Il loro carattere originario era la semplicità.  Solo in un secondo momento, quando ormai lo scopo pratico era stato raggiunto, si badò anche all'aspetto letterario e si produssero opere di letteratura martirologica più raffinate. È il caso, ad esempio, del Liber Peristephanon di Prudenzio, che si pone come ambiziosa alternativa cristiana ai capolavori della letteratura pagana.

### Itineraria
La svolta nel culto dei martiri e, di conseguenza, nella letteratura martirologica, avvenne quando il Cristianesimo divenne religione lecita, prima con l'editto di Milano del 313, emanato da Costantino, che liberalizzava il culto cristiano, e poi con l'editto di Tessalonica del 380, emanato da Teodosio, che rendeva il Cristianesimo religione ufficiale dell'Impero Romano. La Chiesa, uscita vittoriosa dalla guerra contro i nemici pagani, stava ora costruendo la sua forza e stabilità proprio sulle figure dei suoi campioni martiri, fautori di tale vittoria. I principali luoghi di culto, gestiti dai vescovi, sorsero in quelli che erano stati luoghi di martirio. Nel frattempo iniziava a diffondersi il culto delle reliquie. Pertanto, quando i Cristiani poterono manifestare liberamente il proprio culto, le celebrazioni dei martiri cominciarono a superare il loro ristretto ambito locale, e i luoghi che conservavano le sante reliquie divennero meta di pellegrinaggi.
Il culto dei martiri portò alla nascita di un nuovo genere letterario finalizzato a fornire una guida pratica, ma a volte anche una guida spirituale, ai fedeli che decidevano di intraprendere il cammino verso i principali loca sanctorum: gli Itineraria. Essi talvolta erano dei meri elenchi di località cariche di significati spirituali che il pellegrino incontrava nel suo percorso e doveva visitare, altre volte fornivano invece anche descrizioni di tali luoghi, indicazioni su riti da compiere, su passi biblici da leggere e su preghiere da recitare, nonché notizie agiografiche e citazioni di episodi tratti dalle Sacre Scritture.

### Leggende e Passioni
Rientrano nell'ambito della letteratura martirologica il genere delle Leggende, nelle quali prevale l'elemento miracolistico, e il genere delle Passiones, nelle quali il momento del dialogo con l'autorità politica ha lasciato maggiore spazio all'elemento narrativo. Spesso questi testi avevano valore edificante perciò la crudeltà delle torture subite dal martire poteva essere esasperata volontariamente: quanto più il martire aveva sofferto, tanto più grande era stata la vittoria sua e quindi, attraverso il suo sacrificio, della Chiesa.

### Altre opere martirologiche
Appartengono, infine, alla letteratura martirologica anche narrazioni di martirio inserite all'interno di opere di altro genere: un esempio per tutti, l'opera storiografica scritta nel V secolo da Vittore di Vita, Historia persecutionis Africanae provinciae, che si può considerare al confine tra la storiografia e l'agiografia.

## Destinazione d'uso
Sulla consuetudine di leggere gli acta durante funzioni liturgiche abbiamo numerose testimonianze negli autori antichi, ma non c'è niente che li connetta alla celebrazione eucaristica. Possiamo pensare che presso la tomba di un martire, in occasione dell'anniversario della sua morte, si compissero una serie di riti tra i quali la lettura del racconto del suo martirio – appartenente alla Liturgia della Parola – e l'Eucaristia, ma questo non implica una stretta connessione tra i due momenti. Quando la Liturgia della Parola e l'Eucaristia si fusero, infatti, nella celebrazione non entrarono le letture degli acta, ma solo le letture bibliche.
Il rito ambrosiano, tuttavia, ha mantenuto la lettura di un brano agiografico al posto della prima lettura della messa nelle feste solenni dei santi.